# WhatsApp
WhatsApp (ou WhatsApp Messenger) est une application mobile multiplateforme qui fournit un système de messagerie instantanée chiffrée de bout en bout aussi bien via les réseaux de téléphonie mobiles que par Internet. C’est également un réseau social. 
En 2015, elle devient l'application de messagerie la plus utilisée au monde. Elle dépasse les deux milliards d'utilisateurs actifs en février 2020. Dès 2016, l'application est devenue un moyen de communication majeur dans de nombreuses régions du monde telles que l'Amérique latine, le sous-continent indien et une grande partie de l'Europe et de l'Afrique. En 2022, elle était ainsi l'application la plus téléchargée en France. 
L'application, rachetée en 2014 par Facebook (aujourd'hui Meta), s'est trouvée à plusieurs reprises au centre de vives critiques portant sur sa sécurité informatique, notamment sur la confidentialité des données personnelles qui y sont échangées. WhatsApp a également été le support de plusieurs campagnes de diffusion de fausses informations.

## Présentation
L'application est créée en 2009 par Jan Koum et Brian Acton, deux anciens employés de la société américaine Yahoo! avec pour objectif de remplacer le SMS. WhatsApp remporte un grand succès au tournant des années 2010 et est utilisé par plus de deux milliards de personnes en février 2020,, confirmé quatre ans plus tard, précisant 200 millions d'inscriptions mensuelles.
En février 2014, WhatsApp est acquis par Facebook, devenue aujourd'hui Meta Platforms, pour un montant d'environ 22 milliards de dollars dont 17 milliards en actions Facebook,,, soit environ 350 millions de dollars par employé ou 40 dollars par utilisateur. Will Cathcart est son président.

## Histoire

### Nom
Le nom WhatsApp est un clin d’œil à la formule « What’s up? » « (Quoi de neuf ? Qu'est-ce qu'il y a ? ») que se lancent les anglophones qui se rencontrent.

### Lancement
En 2007, après avoir quitté l'entreprise Yahoo! et pris un long congé en Amérique du Sud, Jan Koum et Brian Acton se décident à postuler à un emploi chez Facebook, mais sont refusés : « Bienvenue au club des recalés » déclare alors Brian Acton. Jan Koum a grandi près de Kiev en Ukraine, alors partie intégrante de l'Union soviétique. Se souvenant de ses parents évitant les conversations téléphoniques qu'ils savaient surveillées par les autorités soviétiques, il réfléchit à une application qui ne demanderait, pour s'inscrire, qu'un numéro de téléphone, sans profil pouvant être revendu, et ne stockant pas les messages envoyés. Le 24 février 2009, Koum enregistre en Californie la société Whatsapp inc. : l'application WhatsApp est officiellement née.

### 2009-2013: croissance de la base d'utilisateurs
WhatsApp est arrivé sur le marché de la messagerie en ligne au début d'une vague importante de nouveaux services sur mobile, parmi lesquels GroupMe, LINE, KakaoTalk, WeChat, ChatON, Kik, Viber, Facebook Messenger et Zalo. L'entreprise a su se démarquer par son absence de publicité et la simplicité de son service, concentré sur quelques fonctions bien développées, qui ont su lui assurer un développement rapide par le bouche-à-oreille[réf. nécessaire].
En octobre 2013, WhatsApp annonce avoir 350 millions d'utilisateurs actifs mensuels, soit 50 millions de plus que deux mois avant. Ce chiffre passe à 400 millions en décembre, et à 450 millions en février 2014. Parmi eux, 70 % sont actifs quotidiennement, taux d'engagement très élevé et supérieur à celui de Facebook. À cette date, le nombre de messages échangés quotidiennement via WhatsApp s'approche du nombre de SMS échangés dans le monde, soit plus de 10 milliards par jour. Le service brasserait également un nombre de photos supérieur à celui de Facebook, Snapchat et Instagram : environ 500 millions par jour. Il enregistre également plus d'un million de nouveaux utilisateurs chaque jour et connaît en particulier une forte croissance sur certains territoires, notamment l'Inde (35 millions d'utilisateurs) et des pays en développement où les réseaux 2G dominent.

### Rachat par Facebook en 2014
Le 19 février 2014, Facebook annonce avoir fait l'acquisition de WhatsApp pour un montant de seize milliards de dollars, dont quatre au comptant et douze en actions Facebook. Trois autres milliards sont également prévus pour les dirigeants et salariés, qui seront alors tous des salariés de Facebook, sous la forme de primes à la performance en actions, chaque année de 2015 à 2018. Par ailleurs, Jan Koum occupera une place au sein du conseil d'administration de Facebook. Le dirigeant et fondateur de Facebook, Mark Zuckerberg, déclare dans un communiqué de presse : « WhatsApp est en bonne voie pour connecter un milliard d'individus. Les services qui atteignent ces sommets sont d'une très grande valeur. »
Google avait auparavant fait une offre de dix milliards de dollars.
Le rachat de WhatsApp intervient dans un contexte de concentration du marché de la messagerie en ligne, notamment après l'achat de Viber par le groupe Rakuten. Cependant, il se distingue par l'ampleur de la somme en jeu, d'autant plus impressionnante que l'entreprise n'a connu qu'une seule levée de fonds dans son histoire, à hauteur de huit millions de dollars (ou 50 selon les sources), par Sequoia Capital, pour 10 à 20 % des parts de l'entreprise. WhatsApp est une entreprise exceptionnellement légère en termes d'effectifs : 32 informaticiens pour 1 milliard d'utilisateurs mensuels, ce qui représente environ 32 millions d'utilisateurs par salarié. Le service a su garder un taux d'uptime de 99,9 %. Son business model est également rare car la formule philosophique de l’entreprise du fondateur Jan Koum est : « No Ads! No Games! No Gimmicks! » (« Pas de publicités ! Pas de jeux ! Pas de gadgets ! »).
Le rachat représente en 2014 la plus grosse marge réalisée en une seule opération par une entreprise de capital risque (Sequoia Capital).
L'intégration du réseau social avec Facebook s'est faite comme avec Instagram : l'application conserve sa marque et son siège social à Mountain View, et continue de fonctionner indépendamment, en parallèle à Facebook Messenger. Pour certains commentateurs, le prix payé par Facebook est emblématique du retard que représente pour cette entreprise l'absence de système d'exploitation mobile face à Apple et Google.
En octobre 2014, le montant du rachat de WhatsApp par Facebook a été réévalué pour atteindre près de 22 milliards après une appréciation de près de 14 % des actions de Facebook en bourse, pour un total de 17,3 milliards en actions et 4,59 milliards en numéraire.
En octobre 2014, Facebook a rendu publics les premiers résultats à la suite du rachat de WhatsApp. L'application de messagerie accuse des pertes nettes de 232,5 millions de dollars pour un chiffre d'affaires de 15,9 millions de dollars au premier trimestre 2014.

### Depuis 2014
En avril 2018, Jan Koum, patron et cofondateur de WhatsApp, démissionne à la suite d'un différend avec les dirigeants de Facebook sur l’utilisation des données personnelles.
Dans un texte d'un des cofondateurs de Facebook publié par le New York Times le 9 mai 2019, Chris Hughes lance un appel pour le démantèlement de Facebook : « Le pouvoir de Mark est sans précédent et antiaméricain. (…) Il est temps de démanteler Facebook. » Le 19 septembre 2019, Mark Zuckerberg, propriétaire de WhatsApp, réitère son refus de vendre le logiciel de messagerie ainsi qu'Instagram.
Début 2020, WhatsApp a franchi la barre des deux milliards d'utilisateurs,,.
En décembre 2020, la plateforme propose des conversations avec des fonds d'écrans personnalisables.
À partir de l'année 2021, WhatsApp ne fonctionnera plus sur les modèles de téléphones les plus anciens, commercialisés avant 2012 (ex. : iPhone 4). Le développement des versions les plus anciennes ne sera plus supporté par la marque.
WhatsApp souhaitant partager les informations qu'il collecte avec l'écosystème de la maison mère Facebook, l'éditeur notifie ses utilisateurs de la modification des conditions d'utilisation et de la politique de confidentialité applicable le 15 mai 2021. Après avoir menacé de limiter l'usage du logiciel si les conditions n'étaient pas validées, il fait une nouvelle fois marche arrière. Cette annonce aura incité un grand nombre d'utilisateurs à se replier sur d'autres applications comme Signal ou Telegram. D'autres changements sont prévus par cette mise à jour, dont le traitement des données et la possibilité pour les entreprises d'utiliser un hébergement des discussions par Facebook.
Le 4 octobre 2021 vers 11 h 40 (heure de la côte est américaine), 17 h 40 (heure en Europe de l'Ouest), tous les services du groupe Facebook (Facebook, Messenger, WhatsApp, Instagram) deviennent inaccessibles, affectant plus de trois milliards d'utilisateurs de ces différents services dans le monde,. La panne sans précédent, qui dure plus de six heures avec un rétablissement progressif à partir de 0 h 30 CET, touche jusqu'aux employés de l'entreprise qui ne peuvent pas rejoindre leurs bureaux parce que leurs badges ne fonctionnent pas, ce qui retarde la possibilité de mesurer l'ampleur des dégâts. Cette panne géante serait due à un changement de configuration défectueux de ses serveurs. L'action Facebook au NASDAQ dévisse dans la journée de 4,89 %.

### Paiement en ligne
En 2018, WhatsApp teste un service de paiement en ligne sur le marché indien. Avec 1,3 milliard d'habitants et 210 millions d’utilisateurs actifs chaque jour, l'Inde est un marché stratégique pour le service de messagerie.

## Utilisation

### En Afrique
WhatsApp est utilisé en Afrique comme moyen de communication rapide. L'application connecte les gens d'affaires, les membres d'une même famille, à l'université les camarades des classes, à l'église les fidèles. Au-moins 89 % des personnes qui utilisent le téléphone en Afrique utilisent WhatsApp.

### En France
Selon une enquête IFOP de mars 2018, 52 % des Français utilisent WhatsApp pour communiquer en famille et la moitié d’entre eux estime que ce nouvel outil de communication a transformé les liens familiaux. Pour les membres d'une famille dispersée géographiquement, l'application semble être une opportunité ; cependant, le recours intensif à l'application pour solliciter l'avis de la famille sur les décisions quotidiennes peut finir par créer une dépendance et par dégrader l'autonomie individuelle en matière de prise de décision.
En 2022, WhatsApp est l'application la plus téléchargée en France selon l'ARCEP et l'ARCOM,.

## Fonctionnement

### Plateformes et technologies
Le logiciel est disponible sur Android, iOS, Windows 10, Windows 11 et macOS.
Il n'est plus maintenu pour les systèmes d'exploitation suivants :
- BlackBerry OS, incluant BlackBerry OS 10 ;
- Nokia Symbian S40 ;
- Nokia Symbian S60 ;
- Windows Phone 7.1 ;
- Windows 10 Mobile ;
- Android 4.1 et inférieur[51];
- iOS 12.1 et inférieur[52];
- KaiOS 2.5.1 ou inférieur.

Le 29 février 2016, l'entreprise indique arrêter le développement sur les plateformes les plus anciennes du fait que ces téléphones ne représentent plus qu'une faible part du marché et « n'offrent plus le type de capacités dont [elle a] besoin pour étendre les futures fonctionnalités de l'application, »

### Principe
Comme ses ancêtres de messagerie instantanée, ICQ (1998), MSN Messenger (1999, intégré à Skype), ou Facebook Messenger (ou module « discussion instantanée » du site web, 2011) ; comme son concurrent Google Hangouts (2013), WhatsApp permet, comme on le fait pour un SMS, d'envoyer un message – texte ou vocal – à un ou plusieurs contacts, gratuitement, dans le monde entier et en utilisant un réseau 3G, 4G, 5G ou Wi-Fi. L’émetteur du message et tous les destinataires du message doivent être des utilisateurs de l'application. Les conversations audio et vidéo de groupe sont également possibles jusqu'à 8 personnes.
WhatsApp utilise une version personnalisée du protocole de communication XMPP, et se sert du numéro de téléphone comme identifiant unique (ce qui peut poser un problème de confidentialité sur les données récupérées). L'identifiant Jabber est du type [numéro de téléphone]@s.whatsapp.net. Auparavant l'application Android utilisait le code IMEI, et la version iOS utilisait l'adresse MAC de l'interface client Wi-Fi, comme mot de passe[réf. nécessaire]. À partir de la mise à jour de 2012, un mot de passe aléatoire est créé côté serveur.
L'application utilise le carnet d'adresses de l'utilisateur et le fait correspondre à sa base de données interne pour constituer une liste de contacts disponibles sur la plateforme.
Depuis avril 2016, WhatsApp intègre le chiffrement de bout en bout pour toutes les communications. Pour cela, elle utilise le protocole Signal de la Signal Foundation cofondée par Brian Acton. En revanche, les sauvegardes des conversations sont restées longtemps non chiffrées, en local ou sur un cloud Google Drive ou iCloud. La possibilité de les chiffrer est annoncée en septembre 2021.
Depuis 2017, WhatsApp permet la « suppression pour tout le monde » d'images ou de vidéos postées par erreur. Le consultant en sécurité Shitesh Sachan découvre en 2019 que la suppression est aléatoire sur iOS sans que cette découverte n'émeuve les développeurs de la messagerie,.
En octobre 2020, WhatsApp rend disponibles les appels téléphoniques depuis un ordinateur mais seulement vers d'autres utilisateurs de WhatsApp. Une fonctionnalité qui n'était disponible que sur mobile.
En août 2021, WhatsApp a annoncé le déploiement d'une fonctionnalité permettant d'envoyer des photos et vidéos qui disparaissent après avoir été vues une fois.

### Protocole XMPP
Plusieurs éléments indiquent que l'application de messagerie a utilisé le protocole XMPP comme base,. En 2024, un document de la justice américaine met au jour que Whatsapp utilise FunXMPP sur ses infrastructures, comme adaptation de XMPP pour les communications.

### Hors application
WhatsApp crée fin 2013 un bouton de partage utilisable sur des sites web tiers ; il est notamment présent sur le site web BuzzFeed, dont les dirigeants expliquent avoir constaté une utilisation considérable de ce mécanisme depuis son implémentation. En août 2019, le chercheur en sécurité Nadim Kobeissi démontre une faille de confidentialité en utilisant ce bouton car « Facebook peut ensuite corréler cette information avec l’adresse IP depuis laquelle vous vous connectez sur WhatsApp et savoir quels liens vous partagez et avec qui ». Il est également à noter que des chercheurs ont démontré plusieurs failles sur les stories à la suite du problème du réseau Signal et des mises à jour BuzzFeed. WhatsApp rend disponibles les appels téléphoniques depuis un ordinateur mais seulement vers d'autres utilisateurs de WhatsApp. Une fonctionnalité qui n'était disponible que sur mobiles.

## Modèle économique

### Prix
Sur Google Play et Apple Store, WhatsApp est une application gratuite. À l'origine, son utilisation ne l'est que la première année puis est facturée 0,99 dollar annuellement. Le 18 janvier 2016, Jan Koum, son créateur, annonce son entière gratuité pour « ne pas faire obstacle à sa croissance » et, par la même occasion, le lancement de tests afin de connecter les utilisateurs directement auprès de leurs prestataires de services comme leur banque ou une compagnie aérienne.

### Revenus
En 2014, l'entreprise perd 232 millions de dollars,.
En 2015, le bilan annuel de l'entreprise Whatsapp est de 48 millions de dollars[réf. nécessaire]. Depuis, l'entreprise ne publie plus publiquement son bilan annuel.
Le projet de monétisation par la publicité lancé en août 2018 est abandonné et l'équipe chargée de sa réalisation est démantelée,.
En 2021, l'atteinte de l'équilibre économique est encore un secret, et les possibilités de monétisation posent encore de multiples questions.

### Zero-rating, ou absence de facturation
Whatsapp est le service en ligne qui bénéficie le plus au monde de l'absence de facturation (ou zero-rating) sur les réseaux mobiles, depuis plus d'une décennie. Cette pratique est courante dans certains pays, décriée par des défenseurs de la neutralité du Net et illégale en Union européenne. Twitter et Facebook ont aussi été concernés par une telle mesure, à une certaine époque.

## Sécurité et protection des données personnelles

### Polémique sur l'existence d'une porte dérobée
En janvier 2017, un article du journal britannique The Guardian affirme que WhatsApp contiendrait une porte dérobée avant de requalifier le problème comme défaut de conception à la suite des critiques d'experts,.
La question concernait le comportement de l'application lorsqu'une clé de chiffrement est changée par exemple lorsqu'on change de téléphone ou qu'on réinstalle l'application. Dans ce cas, une application comme Signal implémentant le même protocole de chiffrement signalait au destinataire que l'émetteur avait changé de clé et n'envoyait pas automatiquement les messages en attente si c'était le destinataire qui avait changé de clé. Pour WhatsApp, une option devait être activée pour être informé et les messages étaient envoyés automatiquement, pouvant être stockés 30 jours sur les serveurs de Facebook et laissant ainsi des faiblesses de sécurité dont la possibilité d'une attaque de l'homme du milieu,.
Facebook assumait ce choix au nom d'une ergonomie simplifiée et pour ne pas perdre de messages en transit et des experts le jugeaient « un compromis mesuré entre une menace à distance et de réels avantages qui aident les utilisateurs à rester en sécurité ». L'article initial du Guardian a été modifié pour répondre aux critiques, conservant l'intérêt de mettre en avant les questions de sécurité et le côté opaque des solutions propriétaires comme celles de Facebook.

### Transfert de données personnelles
En décembre 2017, en France, la CNIL met en demeure WhatsApp pour transfert illégal de données personnelles vers sa maison mère Facebook sans consentement des utilisateurs. La messagerie instantanée a trois mois pour se conformer à la loi,.

### Man in the middle
En janvier 2018, Wired publie un article en ligne qui fait état d'une étude de chercheurs montrant qu'un pirate qui prendrait le contrôle des serveurs de WhatsApp pourrait insérer un participant sans le consentement de l’administrateur d'un groupe de discussion. Le journal Le Monde indique : « Il ne s’agit pas d’une vulnérabilité dans le mécanisme de chiffrement de WhatsApp, qui demeure ce qui se fait de mieux en matière de confidentialité dans les messageries grand public. D’autant plus que l’ajout non désiré d’un participant fait l’objet d’une notification aux utilisateurs, les alertant donc de la présence d’un nouveau participant à leurs échanges. Même si, selon les chercheurs, il est possible, une fois sur le serveur, de retarder l’envoi de ces messages, ce type d’attaque est très peu discrète et nécessite, en outre, soit d’obtenir la collaboration de WhatsApp, soit d’en pirater les serveurs : autant dire qu’il faut de très gros moyens et que cela ne concerne qu’un tout petit nombre d’utilisateurs ».

### Espionnage gouvernemental
En mai 2019, WhatsApp annonçait qu’une faille de sécurité critique avait pu être exploitée par un logiciel espion nommé Pegasus. Une fois installé, ce logiciel permettait de collecter la géolocalisation de sa cible, de lire ses messages et e-mails, et de déclencher à son insu le micro et la caméra de son téléphone. En octobre 2019, Will Cathcart, patron de WhatsApp, accuse nommément l'entreprise israélienne NSO Group Technologies d’être en lien avec les pirates qui ont émis des appels infectés sur les WhatsApp de quelque 1 400 personnes ciblées pour leurs activités et dépose plainte devant une cour fédérale américaine. Selon The New York Times les logiciels espions de NSO étaient utilisés par des gouvernements ayant des antécédents douteux en matière de droits de l’homme dont les Émirats arabes unis, l'Arabie saoudite et le Mexique. Dès 2019, les autorités marocaines en auraient fait usage contre le journaliste Omar Radi et en 2019-2020, des « agents gouvernementaux » auraient espionné 36 smartphones appartenant à des employés d’Al-Jazeera ou d’Al Araby TV.
NSO Group technologies a, dès le début, démenti toute relation avec les pirates et déclaré que ses logiciels espions étaient strictement concédés sous licence à des agences gouvernementales. En novembre 2019, des employés de NSO déposent plainte à Tel Aviv contre Facebook à la suite de fermetures de comptes personnels jugées arbitraires,. En avril 2020, NSO publie un document montrant la volonté de Facebook d'acquérir Pegasus.
En mai 2024, le média d'investigation The Intercept révèle une faille permettant un espionnage gouvernemental, exploitant la technique de l'analyse de trafic web. Cette faille est connue de Meta.

## Diffusion de fausses informations et modérations des contenus
L'application WhatsApp a parfois été utilisée par des groupes idéologiques pour diffuser massivement de fausses informations sur les réseaux sociaux.
Une enquête publiée en juillet 2018 par le centre de recherches Computational Propaganda Project de l'université d'Oxford indiquait que les plates-formes de messagerie en ligne avaient été le support de campagnes de désinformation dans au moins dix pays depuis le début de l'année 2018 et que WhatsApp avait été utilisée comme plate-forme principale de ces campagnes dans sept de ces pays, dont le Brésil, l'Inde, le Pakistan, le Zimbabwe et le Mexique.
En février 2019, lors d'une conférence de presse en Inde, WhatsApp annonce qu'elle supprime 2 millions de comptes chaque mois pour lutter contre les fausses nouvelles et en avril 2020, lors du confinement contre le coronavirus, l'application bride le transfert des messages à 1 destinataire à la fois ; le trafic de messages à caractères viraux a diminué de 70 % quelques semaines plus tard.

### Lynchages dus à de fausses informations en Inde
En juillet 2018, en Inde, dans l'État de Tripura, un marchand de vêtements a été victime de diffamation sur WhatsApp, où ont circulé des rumeurs l'accusant de meurtres d'enfants. Il a été lynché et tué par une foule en colère. Deux autres personnes victimes de fausses informations diffusées sur WhatsApp sont mortes le même jour dans l'État de Tripura. Les autorités de Tripura ont alors décidé de couper complètement l'accès à Internet et aux SMS pendant 48 h pour prévenir toute nouvelle attaque de ce type. L'application WhatsApp disposait à ce moment de 200 millions d'utilisateurs en Inde. Une vingtaine de cas de lynchages dus à de fausses rumeurs diffusées sur les réseaux sociaux avait été déplorée en Inde entre mai et juillet 2018. Courant juillet, WhatsApp, qui s'était dit « horrifié » par ces lynchages, a réagi : l'application a ajouté une fonctionnalité permettant d'identifier les messages qui n'ont pas été écrits directement par un utilisateur, mais simplement relayés par lui ; et Facebook a financé une campagne de messages publicitaires dans la presse indienne incluant des conseils pour repérer les fausses informations.

### Élection présidentielle au Brésil en 2018
En octobre 2018, l'élection présidentielle au Brésil est marquée par le recours à cette technique pour influencer le vote des électeurs en faveur du candidat d'extrême droite Jair Bolsonaro. Le 18 octobre, le quotidien Folha de S.Paulo révèle que des hommes d'affaires ont financé une campagne de diffusion massive de messages discréditant le Parti travailliste sur WhatsApp afin de favoriser Bolsonaro avant le premier tour de l'élection le 7 octobre. Cette campagne passe par des sociétés spécialisées dans la diffusion massive de messages sur WhatsApp, comme Quickmobile, Yacows, Croc Services et SMS Market ; plusieurs contrats, chacun pouvant atteindre un montant de 12 millions de dollars, ont été passés auprès d'entreprises de ce genre. Or cette pratique est illégale puisqu'elle est considérée comme une participation à la campagne électorale d'un candidat en dehors des cadres prévus par la loi et sans aucun contrôle du budget ainsi mobilisé, ni de l'origine de l'argent dépensé. En outre, ces campagnes ont servi à diffuser massivement de fausses informations, indiquant par exemple que « si l’on votait pour le PT, on allait perdre son emploi et son titre d’électeur » afin d'intimider les électeurs, ou encore expliquant que Bolsonaro n'avait « rien contre les femmes ni les Noirs » en dépit de ses multiples propos publics racistes et misogynes. D'autres fausses informations ciblaient directement les membres du Parti des travailleurs, qui a aussitôt demandé une enquête pour diffamation ; Fernando Haddad a indiqué : « Il faut convoquer WhatsApp immédiatement, car tout le monde parle d’une nouvelle commande [de messages contre sa candidature], prévue pour la semaine prochaine ». Le ministre de la Sécurité a fait ouvrir le 20 octobre une enquête sur ces campagnes de messages de masse. WhatsApp a indiqué qu'elle prenait des « mesures juridiques immédiates » pour empêcher des entreprises de diffuser ce type de messages de masse. Le recours à ces messages de masse sur WhatsApp a été analysé comme ayant joué un rôle important dans l'élection de Jair Bolsonaro,.

### Modérations des contenus
En tant que messagerie, la modération sur WhatsApp est plus difficile que sur les réseaux sociaux. En effet, la plateforme n'aurait pas accès aux messages privés échangés par les utilisateurs et compte sur le signalement des utilisateurs afin de supprimer les contenus inappropriés.
Cependant, il est confirmé qu'après que les algorithmes les ont laissé passer, des messages arrivent sur les écrans de quelques milliers d'employés chargés de signalement auprès des autorités.